# گام‌های شیدایی
گام‌های شیدایی فیلمی به کارگردانی حمید بهمنی ساختهٔ سال ۱۳۹۱ است.
این فیلم که با بودجه رسمی یک میلیارد تومان ساخته شد و داستان زنی آمریکایی به نام جولی است که به خدمت ارتش ایالات متحده درآمده و تلاش دارد مدارکی را که در حین انجام وظیفه در این کشور به دست آورده به دوست خبرنگار خود برساند. در جریان این اتفاقات یکی از پرده‌های سناریو آزادسازی عراق به تصویر کشیده می‌شود.

## بازیگران
- لوریت حنینو
- جمشید هاشم‌پور
- بهنوش طباطبایی
- کوروش تهامی
- محمدرضا شریفی‌نیا
- فخرالدین صدیق‌شریف
- مریم کاویانی
- حمیدرضا عطایی

## نقد فیلم
در مجوع بهمنی که دو سال پیش گلوگاه شیطان را هم در جشنواره داشت، نشان داد که به بهترین شکل می تواند پس رفت در ساخت فیلم را از خود بروز دهد و هرچند آن فیلم نیز اشکالات فنی و ساختی بی شماری داشت، اما به مراتب تجربه ی بهتری محسوب می شد. شاید به نظر می رسد حمید بهمنی نیاز دارد تا فیلم نامه هایش را با دقت بیش تری انتخاب کند.

## حواشی
جواد شمقدری در مصاحبه با مشرق نیوز گفت: در موضع زدن نیستیم، ولی دلم می‌سوزد که به فیلمسازی مثل آقای بهمنی بودجه‌ی خوبی داده می‌شد، اما فیلمی که ما دیدیم، واقعاً ارزش هزار تومان هم نداشت... قهرمان شدن پیشکش، «گام‌های شیدایی» اصلاً فیلم نیست...
حمید بهمنی پس از تمسخر فیلم در جشنواره فجر در مصاحبه با خبرگزاری مهر گفت: اگر فیلم من ضعیف است، قرار نیست با آن در سینمای رسانه جشنواره فجر توهین‌آمیز برخورد شود. اگر قرار باشد این وضعیت ادامه پیدا کند من سال دیگر اجازه نمی‌دهم فیلمم در سالن مطبوعات به نمایش درآید. تازه متوجه شدم که چرا برج میلاد باید سالن اهالی رسانه شود زیرا به دلیل ظرفیت بالایی که دارد هر کسی می‌تواند وارد آن شود. در صورتی که سینما فلسطین می‌توانست گزینه بهتری برای اهالی رسانه باشد و در آن صورت فقط میزبان اهالی واقعی مطبوعاتی بود که کار فرهنگی می‌کنند.

## سرمایه تولید
«گام‌های شیدایی» با بودجه‌ای معادل یک میلیارد و دویست میلیون تومان در ایران و بیروت ساخته شد و تنها در بیست درصد آن بنیاد سینمایی فارابی مشارکت کرد.